# Susan Howatch
Susan Elizabeth Howatch, geborene Sturt, (* 14. Juli 1940 in Leatherhead) ist eine britische Schriftstellerin. Bekannt wurde sie durch ihre Familien-Sagas wie Penmarric oder The Wheel of Fortune (dt.: Zauber von Oxmoon).

## Biographie
Mit zwölf Jahren begann Susan Howatch erste Geschichten zu schreiben, 1965 wurde erstmals eine Geschichte von ihr veröffentlicht.
Nach ihrem Schulabschluss besuchte sie das King’s College in London, wo sie 1961 ein Jurastudium abschloss.  1964 ging sie in die Vereinigten Staaten und arbeitete in New York als Sekretärin. Sie heiratete und wurde Mutter einer Tochter. Zu dieser Zeit schrieb sie acht Romane, darunter Krimis und Schauergeschichten sowie die Familiensagen Penmarric und Zauber von Oxmoon (eine moderne Version der Geschichte der Plantagenets), mit denen sie ihre Karriere als Schriftstellerin begründete. 1979 wurde Penmarric in zwölf Folgen für das Fernsehen verfilmt.
1975 verließ Howatch die USA, lebte zunächst vier Jahre in Irland und kehrte 1980 nach England zurück. Dort ließ sie sich in Salisbury nieder und begann – inspiriert durch die Nähe zur Salisbury Cathedral – sich mit Kirchengeschichte zu beschäftigen. Dieses Interesse mündete in den Reihen Starbridge und St. Benet zur Geschichte der Church of England. Ihre Bücher wurden weltweit rund 20 Millionen Mal verkauft.
1993 finanzierte Susan Howatch die Starbridge Lectureship für Theologie und Naturwissenschaften an der University of Cambridge. 1999 wurde sie zum Fellow des King’s College in London gewählt.

## Werke (Auswahl)
- The Dark Shore (1965) – dt.: Die dunkle Küste, Molden 1978, ISBN 978-3-217-05130-0
- The Waiting Sands (1966) – dt.: Das Schloss am Meer, Heyne 1980, ISBN	978-3-453-01249-3
- April's Grave (1967) – dt.: Der ungebetene Gast, Heyne 1981
- Call in the Night (1967) – dt.: Anruf bei Nacht, Heyne 1981, ISBN 978-3-453-01416-9
- The Shrouded Walls (1968) – dt.: Geheimnis im Moor, Heyne 1982, ISBN 978-3-453-01499-2
- The Devil on Lammas Night (1970) – dt.: Teuflische Liebe, Heyne 1981, ISBN 978-3-453-01356-8
- Penmarric (1971) – dt.: Die Erben von Penmarric, Molden 1972, ISBN 978-3-217-00429-0
- Cashelmara (1974) – dt.: Die Herren auf Cashemara, Molden 1974, ISBN 978-3-217-00588-4
- The Rich Are Different (1977) – dt.: Die Reichen sind anders, Molden 1978, ISBN 978-3-217-00841-0
- Sins of the Fathers (1980) – dt.: Die Sünden der Väter, Goldmann 1983, ISBN 978-3-442-06606-3
- The Wheel of Fortune (1984) – dt.: Der Zauber von Oxmoon, Knaus 1985, ISBN 978-3-8135-0538-2

### Die Starbridge-Serie
- Glittering Images (1987) – dt.: Blendende Bilder, Knaus 1988, ISBN 978-3-8135-5242-3
- Glamorous Powers (1988)
- Ultimate Prizes (1989)
- Scandalous Risks (1990)
- Mystical Paths (1992)
- Absolute Truths (1994)

### Die St. Benet-Trilogie
- The Wonder Worker (US-Titel) / A Question of Integrity (UK-Titel) (1997)
- The High Flyer (2000)
- The Heartbreaker (2004)